# ژایشو
ژایشو (به لاتین: Jieshou) یک county-level city در جمهوری خلق چین است که در فویانگ واقع شده‌است.

## خصوصیات
ژایشو ۶۶۷ کیلومترمربع مساحت و ۷۸۵٬۴۱۷ نفر جمعیت دارد و ۳۹ متر بالاتر از سطح دریا واقع شده‌است.